# 海格特公墓
海格特公墓（英語：Highgate Cemetery）是英国北倫敦的一个墓地。海格特公墓分為西公墓和东公墓，西公墓和東公墓中的墳墓共有约53,000个，這些墳墓裡面共埋葬了大约170,000人。該墓地率先啟用的西北林区于1839年开放。